# Coupe d'Europe de BMX 2016
Navigation
2015 2017
La Coupe d'Europe de BMX 2016 (2016 BMX European Cup en anglais) est la troisième édition de la Coupe d'Europe de BMX.
La compétition se déroule du 2 avril au 18 septembre 2016 sur 4 rencontres sur 1 ou 2 jours, soit 8 manches. Les lieux de compétitions sont Zolder (Belgique), Kampen (Pays-Bas), Weiterstadt (Allemagne) et Calais (France).

## Hommes élites

### Résultats
| Lieu                  | Date         | Manche   | Vainqueur         |
| --------------------- | ------------ | -------- | ----------------- |
| Zolder Belgique       | 2 avril      | Manche 1 | Rihards Veide     |
| Zolder Belgique       | 3 avril      | Manche 2 | Dave van den Burg |
| Kampen Pays-Bas       | 30 avril     | Manche 3 | Kristens Krigers  |
| Kampen Pays-Bas       | 30 avril     | Manche 4 | Rihards Veide     |
| Weiterstadt Allemagne | 11 juin      | Manche 5 | Kristens Krigers  |
| Weiterstadt Allemagne | 11 juin      | Manche 6 | Kristens Krigers  |
| Calais France         | 17 septembre | Manche 7 | Kyle Evans        |
| Calais France         | 18 septembre | Manche 8 | Rihards Veide     |

### Classement
| Pos | Cycliste         | Pays        | Total |
| --- | ---------------- | ----------- | ----- |
| 1   | Rihards Veide    | Lettonie    | 235   |
| 2   | Kristens Krigers | Lettonie    | 232   |
| 3   | Kristaps Veksa   | Lettonie    | 176   |
| 4   | Mitchel Schotman | Pays-Bas    | 146   |
| 5   | Martijn Jaspers  | Pays-Bas    | 142   |
| 6   | Tom Mandemakers  | Pays-Bas    | 125   |
| 7   | Curtis Manaton   | Royaume-Uni | 104   |
| 8   | Luis Brethauer   | Allemagne   | 103   |
| 8   | Quillan Isidore  | Royaume-Uni | 103   |
| 10  | Edzus Treimanis  | Lettonie    | 99    |

## Femmes élites

### Résultats
| Lieu                  | Date         | Manche   | Vainqueur          |
| --------------------- | ------------ | -------- | ------------------ |
| Zolder Belgique       | 2 avril      | Manche 1 | Judy Baauw         |
| Zolder Belgique       | 3 avril      | Manche 2 | Daina Tuchscherer  |
| Kampen Pays-Bas       | 30 avril     | Manche 3 | Judy Baauw         |
| Kampen Pays-Bas       | 30 avril     | Manche 4 | Judy Baauw         |
| Weiterstadt Allemagne | 11 juin      | Manche 5 | Romana Labounkova  |
| Weiterstadt Allemagne | 11 juin      | Manche 6 | Judy Baauw         |
| Calais France         | 17 septembre | Manche 7 | Simone Christensen |
| Calais France         | 18 septembre | Manche 8 | Simone Christensen |

### Classement
| Pos | Cycliste                | Pays        | Total |
| --- | ----------------------- | ----------- | ----- |
| 1   | Judy Baauw              | Pays-Bas    | 174   |
| 2   | Abbie Taylor            | Royaume-Uni | 113   |
| 3   | Daniëlle Vrenegoor      | Pays-Bas    | 65    |
| 4   | Nadja Pries             | Allemagne   | 58    |
| 5   | Dorte Balle             | Danemark    | 54    |
| 5   | Simone Christensen      | Danemark    | 54    |
| 5   | Romana Labounkova       | Tchéquie    | 54    |
| 8   | Veronica Garcia Recuero | Espagne     | 53    |
| 8   | Sarah Sailer            | Allemagne   | 53    |
| 10  | Marine Lacoste          | France      | 51    |